# Mădrino, Burgas
Mădrino (în bulgară Мъдрино) este un sat în comuna Karnobat, regiunea Burgas,  Bulgaria. 

## Demografie
Componența etnică a satului Mădrino
     Nicio identificare (100%)
     Altele (0%)
La recensământul din 2011, populația satului Mădrino era de 92 locuitori. . Pentru 100% din locuitori nu este cunoscută apartenența etnică.